# Municipio de Signagi
El municipio de Signagi (georgiano: სიღნაღის მუნიციპალიტეტი) es un municipio georgiano perteneciente a la región de Kajetia. Su capital es la villa de Signagi, aunque la localidad más poblada es la vecina villa de Tsnori.
En 2002 tenía una población de 43 587 habitantes, de los cuales el 96,88% eran kartvelianos y el 1,24% rusos. En 2014 bajó la población a 29 948 habitantes, de los cuales el 97,44% eran kartvelianos, el 0,73% armenios y el 0,70% rusos.

## Subdivisiones
El municipio comprende, además de las villas de Tsnori (4815 habitantes en 2014) y Signagi (1485 habitantes en 2014), las siguientes unidades administrativas rurales:
| Comunidad          | Pueblos | Habitantes (2014) |
| ------------------ | ------- | ----------------- |
| Anaga              | 1       | 2002              |
| Bodbe              | 2       | 2711              |
| Bodbischewi        | 1       | 2665              |
| Dschugaani         | 2       | 2424              |
| Dsweli Anaga       | 1       | 1465              |
| Iliazminda         | 1       | 560               |
| Kwemo Matschchaani | 4       | 1258              |
| Magharo            | 1       | 1747              |
| Nukriani           | 1       | 1935              |
| Sakobo             | 2       | 3145              |
| Tibaani            | 1       | 1786              |
| Vaqiri             | 1       | 1950              |

## Patrimonio
- Monasterio de Bodbe
- Monasterio Khirsa